# Austrolimnophila (Austrolimnophila) acanthophallus
Austrolimnophila (Austrolimnophila) acanthophallus is een tweevleugelige uit de familie steltmuggen (Limoniidae). De soort komt voor in het Afrotropisch gebied.